# Бурмачевская
Бурмачевская — деревня в Холмогорском районе Архангельской области.

## География
Находится в центральной части Архангельской области на расстоянии приблизительно 22 км на запад-северо-запад по прямой от районного центра села Холмогоры на левобережье реки Северная Двина.

## История
В 1859 году здесь (тогда деревня Архангельского уезда Архангельской губернии) было учтено 16 дворов, в 1905 — 23. До 2022 года входила в Койдокурское сельское поселение до его упразднения.

## Население
Численность населения: 106 человек (1859 год), 120 (1905), 92 (русские 96 %) в 2002 году, 85 в 2010.